# Otte Torbjörnssons ätt
Otte Torbjörnsons ätt är en nutida konventionell benämning på en svensk medeltida frälseätt med ursprung från Värmland som härstammar från väpnaren och hövitsmannen Otte Torbjörnson, avrättad på grund av kaperi 1475.
Vapnet är beskrivet som "Fågel" och "Fågel på kvist ". En teckning från en gravsten i Holms kyrka visar en fågel i profil.
Stamfadern, Otte Torbjörnsson (Fågel) var en väpnare, häradshövding i Värmland och slottsfogde på Älvsborg, vilken under en tid som kapare plundrade skepp från Hansan i Danzig, varför han efter flera rättegångar avrättades 1475 av Sten Sture den äldre.
Otte Torbjörnsson var gift med Margareta Bondesdotter. Margareta var dotter till Bonde Pedersson, som efter Erik Pukes avrättning 1437 deltagit i ett värmländskt uppror mot marsken och riksföreståndaren Karl Knutsson. Bonde Pederssons föräldrar var Peder Nilsson Djäkne (-1454) och Katarina Amundsdotter Hatt (1375-1448).
Med Margit Bondadotter hade Otte Torbjörnson åtminstone en son Torbjörn, vilken skrev sig »a vapn» (frälse med vapensköld). År 1502 kallas Torbjörn av Sten Sture en fattig man. Han förefaller att ha varit bosatt i Värmland, och har där hållit lagmansting 1515.